# 朱莉娅·菲佛·伯恩斯州立公园
朱莉娅·菲佛·伯恩斯州立公园（Julia Pfeiffer Burns State Park）是美国加利福尼亚州的一个州立公园，位于大苏尔海岸。公园的主要景点为麦克威瀑布，从80英尺的悬崖落到太平洋。公园生长着超过2500年，高度达300英尺（90米）的加州红木。该公园以朱莉娅·菲佛·伯恩斯的名字命名，伯恩斯是20世纪初大苏尔地区一个受人尊敬的居民和牧场主，她一生大部分时光在该地区居住，直到1928年去世。 公园位于卡梅尔海往南37英里（60公里），成立于1962年，占地面积3,762英亩（1,522公顷）。